# Schwarzbarsch

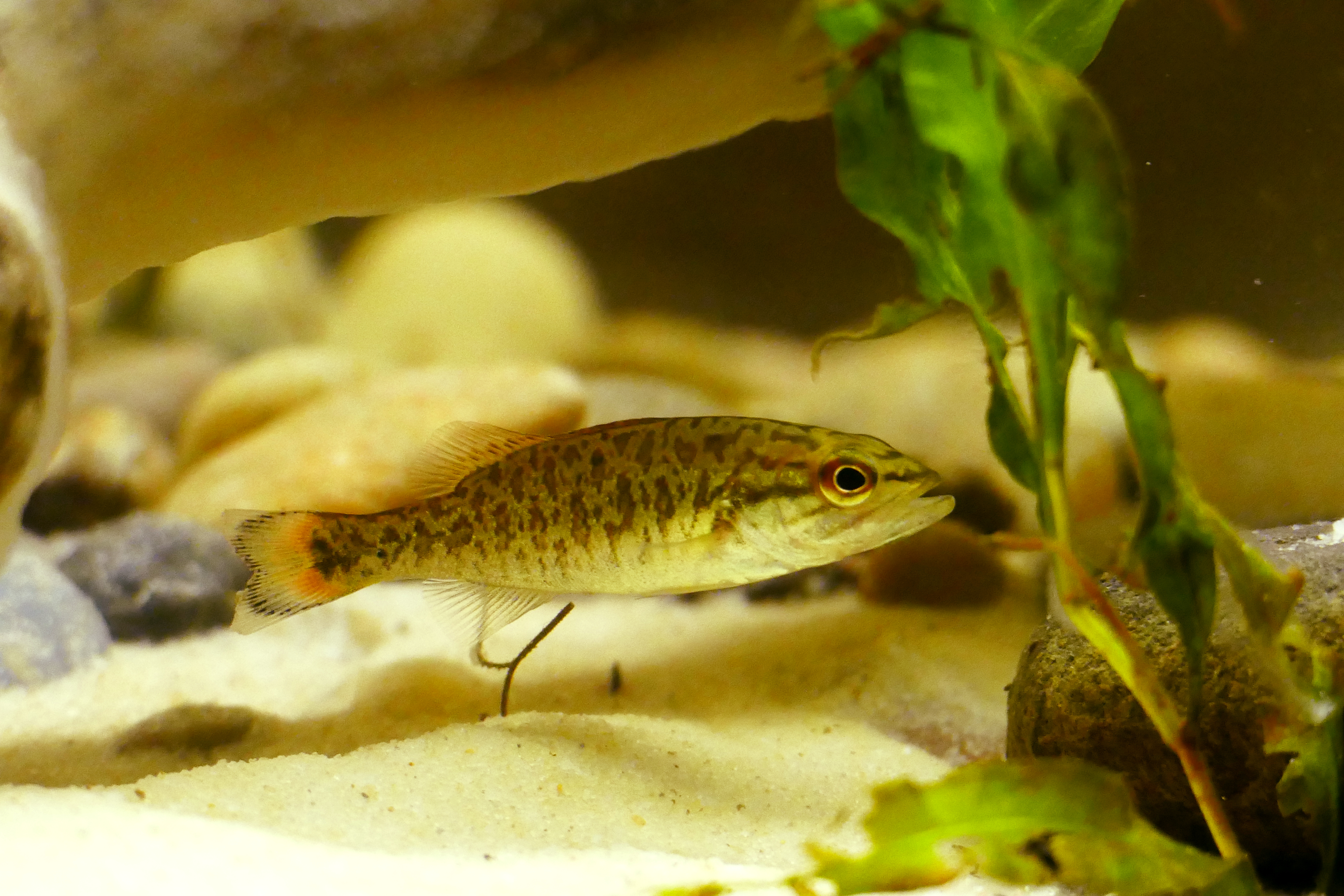
Schwarzbarsch, Jungfisch

Der Schwarzbarsch (Micropterus dolomieu) ist ein großer Vertreter der Sonnenbarsche (Centrarchidae). Er erreicht eine Länge von fast 70 Zentimeter und ein maximales Gewicht von 5,4 Kilogramm. Meist bleibt er mit 30 bis 40 Zentimeter deutlich kleiner. Schwarzbarsche ernähren sich von Fischen, Krebstieren und Insekten.

## Aussehen
Schwarzbarsche haben einen für Sonnenbarsche relativ langgestreckten, seitlich abgeflachten und mit Kammschuppen bedeckten Körper. Der große Kopf macht mehr als 1/4 der Gesamtlänge aus. Das Maul ist groß, der Unterkiefer steht vor. Die Rückenflosse ist zweigeteilt, wobei der vordere, hartstrahlige Teil niedriger ist als der hintere.
Die Schwanzflosse ist etwas eingeschnitten. Junge Schwarzbarsche sind olivgrün mit hellen Flanken und weißem Bauch. An den Flanken haben sie kurze Querbinden. Ältere Fische werden dunkler, einfarbig graugrün oder schwarz. Die Seitenlinie ist vollständig. Die Bauchflossen sind durch Haut miteinander verbunden.
- Flossenformel: Dorsale X/13–15, Anale III/10–12.
- Schuppenformel: mLR 72–85.

## Verbreitung

Verbreitungskarte Schwarzbarsch

Die Heimat der Schwarzbarsche liegt im östlichen Nordamerika, im Gebiet des Sankt-Lorenz-Strom, der Hudson Bay und des Mississippi River. Dort lebt er über felsigem Untergrund in Seen und Flüssen. Schwarzbarsche wurden vom Menschen nach Europa eingeführt und kommen heute in den Niederlanden, Spanien, Dänemark, Südfinnland und in einigen Seen in Deutschland südlich der Donau vor.

## Fortpflanzung
Schwarzbarsche bauen in der Laichzeit von Mai bis Juni eine Laichgrube im Kiesboden im flachen Wasser nahe dem Ufer. Dort hinein legt das Weibchen seine ca. 1 Millimeter großen Eier. Je nach Kilogramm Körpergewicht des Fisches sind es 1200 bis 1600. Beide Geschlechter bewachen die Brut bis zum Schlupf nach 8 bis 10 Tagen.

## Schwarzbarsche als Anglerfisch
Wegen seiner Beißfreudigkeit und seiner großen Ausdauer im Drill bietet der Schwarzbarsch besonders dem Spinnfischer eine Herausforderung. Da Schwarzbarsche vor allem im Flachwasser nach Beute suchen, führen die meisten Angler bunte Oberflächenwobbler, die möglichst viele Geräusche verursachen. In den USA gilt das Spinnen auf diese Fische als eine Art Volkssport.